# Международен стадион „Халифа“
Международният стадион „Халифа“ (на арабски: ملعب خليفة الدولي), известен също като Национален стадион, е многофункционален стадион в Доха, Катар, част от комплекса Doha Sports City, който включва също Aspire Academy, Hamad Aquatic и кула Аспири. Той е кръстен на Халифа бин Хамад Ал Тани, бивш емир на Катар.
На този стадион се провежда финалът на Азиатската купа на АФК за 2011 г. През 2017 г. получава четири звезди от Global Sustainability Assessment System (GSAS).

## История
Стадионът е открит през 1976 г. През 1992 г. е домакин на всички 15 мача от 11-ата Купа на Персийския залив, която Катар печели за първи път. Реновиран и разширен през 2005 г., преди Азиатските игри от 2006 г., като увеличава капацитета си от първоначалните 20 000 на 40 000 места. Покривът покрива западната част на стадиона. Източната страна има голяма арка, която е използвана като платформа за фойерверките по време на церемонията по откриването на Азиатските игри през 2006 г.
Преди обновяването през 2005 г. стадионът се използва предимно за футболни мачове на асоциациите, но е оборудван и за много други спортове. От 1997 г. насам стадионът е домакин на годишното състезание по лека атлетика на Диамантената лига на Доха. Това е домакинският стадион на националния отбор по футбол на Катар. Стадионът е домакин на 6 мача от Панарабските игри през 2011 г.: всички мачове на националния отбор на Катар в груповата фаза, както и четвъртфиналите, полуфиналите и финалите на турнира.
След поредното преустройство, стадионът е отворен отново през май 2017 г. Там се провежда Световното първенство по лека атлетика през 2019 г. през септември и октомври.
На 17 декември 2019 г. стадионът е планиран като място за два мача от Световното клубно първенство по футбол през 2019 г.: мачът за пето място и полуфиналът между шампионите на Копа Либертадорес и победителя от мач 3. В крайна сметка е домакин на финала, където ФК Ливърпул побеждава Фламенго с 1:0 и става Световен клубен шампион. След решението за домакинство на Световното първенство по футбол през 2022 г. в Катар през 2022 г. е планирано капацитетът на стадиона да се увеличи до 68 000, но този план по-късно е преразгледан.

## Мондиал 2022
Международният стадион Халифа е един от осемте стадиона, подготвени за Световното първенство по футбол през 2022 г. и е първият стадион, който бива завършен.
Разследване на The Guardian от 2021 г. разкрива, че над 6 500 работници мигранти от Бангладеш, Индия, Пакистан, Непал и Шри Ланка са загинали между 2010 г. и 2020 г. по време на строителството на стадионите за Световното първенство в Катар.

### Мачове от Мондиал 2022
| # | Дата        | Съперник 1          | Резултат | Съперник 2          | Турнир             |
| - | ----------- | ------------------- | -------- | ------------------- | ------------------ |
| 1 | 21 ноември  | Англия              | 6-2      | Иран                | Групова фаза       |
| 2 | 23 ноември  | Германия            | 1-2      | Япония              | Групова фаза       |
| 3 | 25 ноември  | Нидерландия         | 1-1      | Еквадор             | Групова фаза       |
| 4 | 27 ноември  | Хърватия            | 4-1      | Канада              | Групова фаза       |
| 5 | 29 ноември  | Еквадор             | 1-2      | Сенегал             | Групова фаза       |
| 6 | 1 декември  | Япония              | 2-1      | Испания             | Групова фаза       |
| 7 | 3 декември  | Нидерландия         | 3-1      | САЩ                 | 1/8 финал          |
| 8 | 17 декември | Победител в мач №61 | -        | Победител в мач №62 | Мач за трето място |

## Спортни събития
- Домакин на 17-ата купа на Арабския залив.
- Домакин на Азиатските игри през 2006 г.
- Домакин на Купата на Азия на АФК 2011 за мачове от група А, четвъртфиналите, полуфиналите и финалите.
- Домакин на Панарабските игри през 2011 г.
- Домакин на Световното първенство по лека атлетика през 2019 г.
- Домакин на 24-тата Купа на Арабския залив.
- Домакин на пет мача от Световното клубно първенство по футбол през 2019 г., включително финала.
- Домакин на Световното първенство по футбол през 2022 г.